# Övre Egypten

Karta med Övre Egypten i gult, Mellersta Egypten i lila och Nedre Egypten i rött.

Övre Egypten (alltså södra Egypten) ligger ovanför Nedre Egypten (norra Egypten) i relation till Nilens flödesriktning. Nilen har varit den viktiga referensramen i Egypten sedan långt innan det fanns kartor. Dess riktning från källorna söder om Nubien till Nildeltat vid Medelhavet i norr anger alltså att de södra delarna ligger ovanför de norra. 
Nilens katarakter är dock uppräknade i motsatt riktning: från norr mot söder.

## Geografi

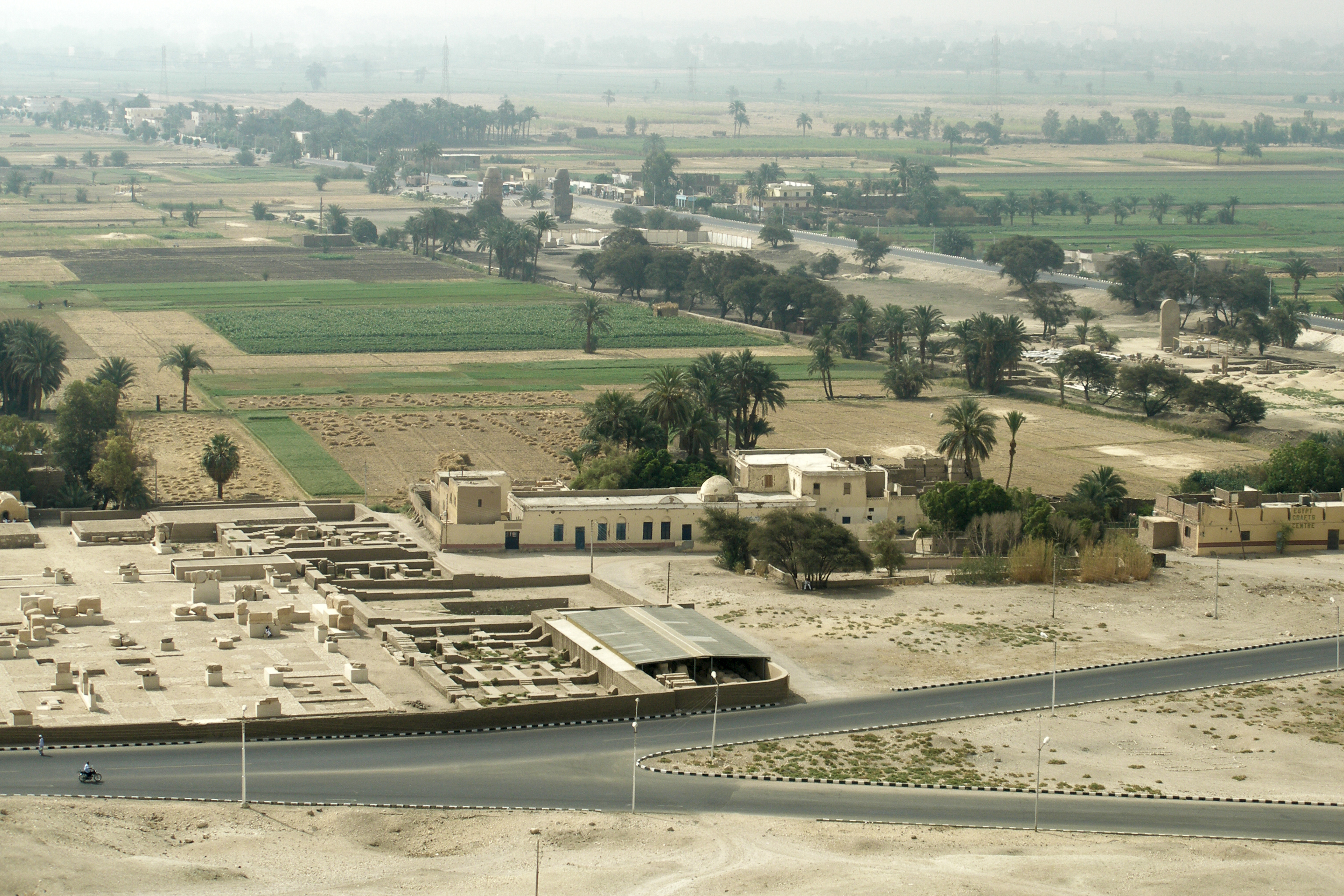
Thebe, 2007.

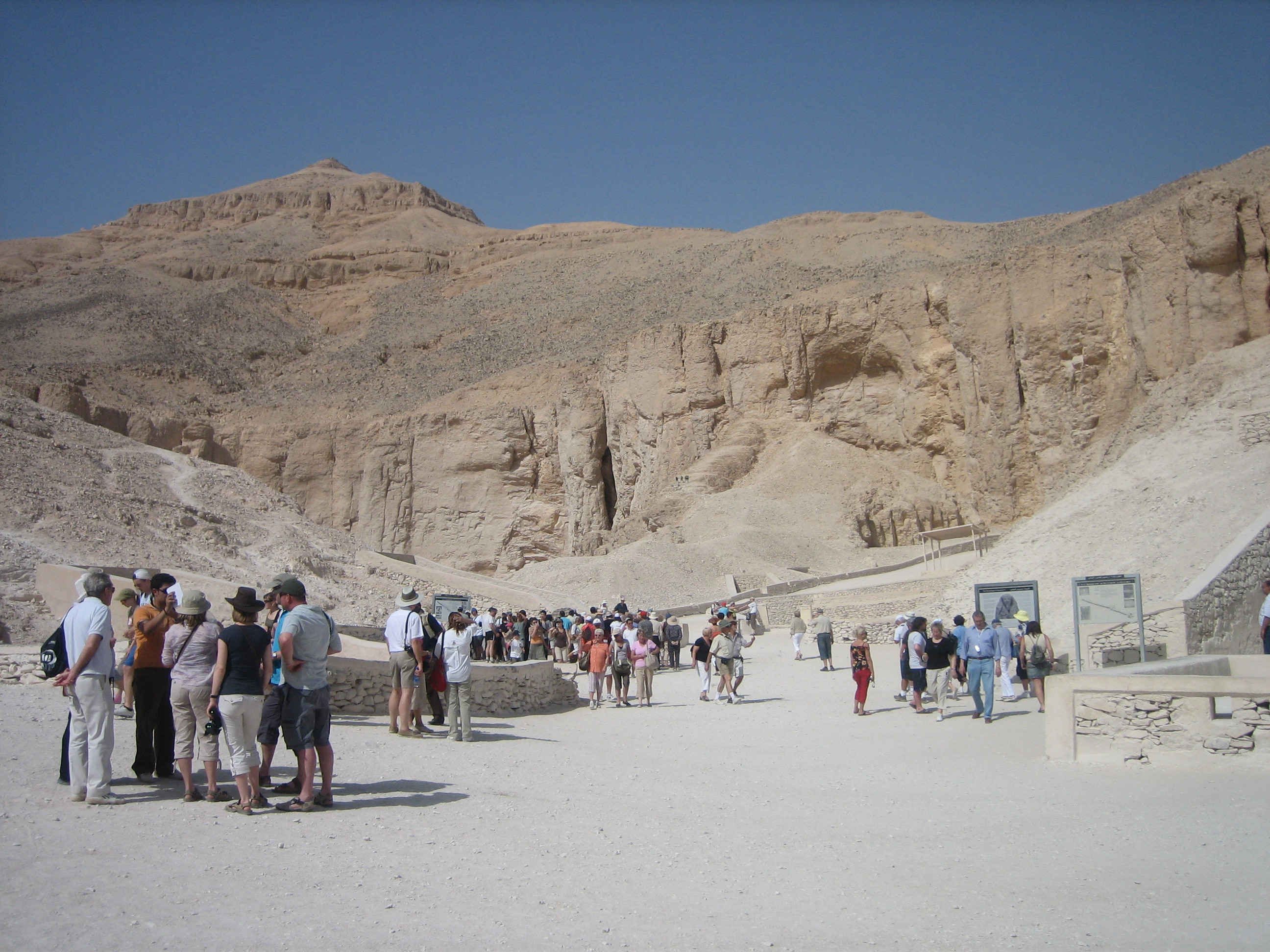
Konungarnas dal, 2008.

Övre Egypten anses vara området mellan Nilens katarakter norr om dagens Aswan och sedan nedströms (norr) till området kring El-Ayait. Området mellan Sohag och El-Ayait klassas ibland som mellersta Egypten. Egyptens huvudstad Kairo ligger i nedre Egypten. På arabiska kallas invånarna i övre Egypten för Sai'idi och de talar en egen dialekt av arabiska vilket kallas för Sai'idi egyptisk arabiska. Under antika Egypten kallades övre Egypten även för "vassens land".
Platser i Övre Egypten:
- Abydos
- Koptos
- Naqada
- Tukh
- Karnak
- Thebe
- Armant
- Konungarnas dal
- Drottningarnas dal
- El-Kab
- El-Kula
- Hierakonpolis
- Luxor
- Isna
- Edfu
- Kom-Ombo
- Assuan

## Historia

### Förhistoriska Egypten
Den största staden i Övre Egypten under den fördynastiska perioden var Nekhen som hade gamgudinnan Nekhbet som sin huvudgudinna.
Kring 3600 f.Kr. hade de neolitiska Egypterna i övre Egypten byggt samhällen baserade på odling och boskapsskötsel. Strax efter 3600 f.Kr. började dessa samhällen växa och bli mer komplexa. En förändring i keramiken ses under denna period och keramikvaror visar influenser av levantinsk stil. Under denna period började även användandet av koppar bli vanligt. Även byggnaderna ändrades då lokalbefolkningen började använda sig av soltorkat lertegel i en byggnadsstil som påminner om de byggnader som under perioden uppfördes i Mesopotamien.
Samtidigt med detta skedde ett enande av stadsstaterna i området och övre Egypten kom att bli ett enat rike. I området kring nildeltat tog ett liknande enande form vilket skapade riket nedre Egypten. De två rikena kom under de följande århundradena att utföra räder samt kriga mot varandra fram till dess att Narmer (Kung av övre Egypten ca 3150–3100 f.Kr.) eller möjligen hans företrädare eller efterträdare erövrade nedre Egypten och enade rikena. 

#### Dynastiska Egypten
Under de Egyptiska Faraonerna var Thebe det administrativa centrumet för övre Egypten. Områdets symbol var Hedjeten (den vita kronan) samt lotusblomman och vassen. År 667 f.Kr. invaderades Egypten av Assyrierna. Farao Taharqa övergav nedre Egypten och förskansade sig i Thebe. Han dog tre år senare och hans brorson eller kusin Tantamani tog makten i övre Egypten och invaderade nedre Egypten för att återta området. Invasionen misslyckades och Tantamani flydde söderut jagad av de assyriska arméerna. Assyrierna nådde Thebe kring 663 f.Kr. och de intog, plundrade och brände ned staden. Efter detta kom Thebe aldrig att återfå sin politiska makt men staden förblev ett viktigt religiöst centrum.
Under den Ptolemeiska dynastin var det staden Ptolemais Hermiou som var övre Egyptens administrativa centrum. 

#### Medeltid
På tusentalet skedde en massutvandring ur övre Egypten av ett nomadiskt boskapsfolk som kallades Hilalianer. Dessa rörde sig väster ut in i Libyen och bort till dagens Tunisien. Anledningen till folkvandringen tros ha varit torka vilket resulterade i att betesmarken i området försvann. 

#### Modern tid
Under 1900 och 2000-talet används titeln Prins av Sa'id (prins av övre Egypten) fortfarande av tronarvingen till den Egyptiska tronen. Trots att kungamakten avskaffades i och med egyptiska revolutionen 1952 är det den titeln som den nuvarande arvingen till den avsatta tronen, prins Muhammad Ali, nu använder. Prins Muhammad Alis fullständiga titel är "hans kungliga höghet, prinsen av Sa'id". Prins Muhammad jobbar idag som fastighetsmäklare i Paris och är gift med Prinsessan Noal Zaher Shah av Afghanistan.